# Call of Duty: Online
 (juillet 2015).
Si vous disposez d'ouvrages ou d'articles de référence ou si vous connaissez des sites web de qualité traitant du thème abordé ici, merci de compléter l'article en donnant les références utiles à sa vérifiabilité et en les liant à la section « Notes et références ».
Call of Duty: Online, souvent abrégé en CoD: Online, en CoDOL ou encore simplement en Online, est un jeu vidéo de tir à la première personne développé par Tencent Games et édité par Activision sur PC[Quand ?]. Basé principalement sur l'univers des jeux Modern Warfare et Black Ops, il est exclusivement réservé au marché chinois, mais même si les serveurs sont situés en Chine, ils sont accessibles depuis le reste du monde, mais avec un Ping extrêmement élevé. 
Le jeu a été annoncé par Activision en juillet 2012, et la bêta du jeu est sortie en janvier 2013. La version stable du jeu a vu le jour en janvier 2015.
D'après le président-directeur général d'Activision, Call of Duty: Online devait être un grand succès dans l'histoire des jeux vidéo chinois.
Le 31 août 2021, tous les services liés au jeu sont arrêtés, pour encourager les joueurs à se tourner vers Call of Duty Mobile.

## Système de jeu
Call of Duty: Online propose plusieurs modes de jeux, plus ou moins appréciés les uns des autres.

### Campagne
Comme dans tous les jeux de la franchise Call of Duty, un mode campagne est présent, sauf pour la version Playstation 3 et Xbox 360 de Call of Duty: Black Ops 3 et Call of Duty: Black Ops 4 sur toutes les plates-formes qui n'intégrent pas de mode campagne.

### Multijoueur
Un mode multijoueur qui regroupe tous les contenus de tous les Call of Duty (armes, cartes, atouts...) est disponible. Call of Duty: Online propose notamment des jeux comme le MME, la mêlée générale, la Recherche et Destruction...

### Cyborg
Le mode Cyborg est une exclusivité d'Online. Inspiré du mode Zombie de Treyarch, les joueurs doivent survivre aux vagues de cyborgs hostiles. Y-figurent des maps exclusives, mais également des maps inspirées de celles des jeux Treyarch (notamment la carte intitulée Verrückt, issue du jeu Call of Duty: World at War).

### Survie
En mode survie, les joueurs doivent coopérer et survivre aux vagues de soldats armés. Ce mode de jeu fait vaguement penser au mode Opérations spéciales de Call of Duty: Modern Warfare 2.[réf. nécessaire]

### Entraînement
Un mode d'initiation est proposé dans le jeu. Comme dans Black Ops II, il est bloqué si le joueur dépasse un certain niveau.

## Développement
Le commerce des jeux vidéo étant récent en chine, Activision s'intéresse[Quand ?] et développe[Quand ?], avec le studio de développement chinois Tencent Games, un free to play destiné à la Chine. La popularité de ce jeu est limitée en Europe, étant donné que les serveurs de jeu sont basés en Chine, mais certains joueurs européens y jouent[réf. nécessaire].
Le jeu a été annoncé le 3 juillet 2012.
Call of Duty: Online reste une exclusivité chinoise, donc disponible uniquement en chinois.

## Contenu supplémentaire
Début novembre 2013, un DLC a vu le jour sur Online. Il s'agit d'un pack contenant des modes supplémentaires, tel que le mode Cyborg. Le pack est téléchargeable gratuitement sous forme de mise à jour du jeu. Bien que ce DLC a nécessité une Mise à jour, le jeu est resté en Bêta.